# アヴェラーレ
アヴェラーレ（欧字名:Avverare、2018年3月29日 - ）は、日本の競走馬。2023年の関屋記念の勝ち馬である。
馬名の意味は実現する（イタリア語）。期待に応え、大きな夢を叶える。

## 経歴

### 2歳（2020年）
10月31日東京芝1400mの2歳新馬戦に1番人気で出走。道中中団でレースを進めると最後の直線で早めに抜け出したアルトヴォラーレを1馬身1/4差で差し切ってデビュー戦を飾る。

### 3歳（2021年）
2月6日の春菜賞では好位追走から直線で外へ持ち出して抜け出すと最後はタイニーロマンスに1馬身1/4差つけデビュー2連勝とする。重賞初挑戦となった4月10日のニュージーランドトロフィーは1番人気に推され、中団後方からレースを進めたが直線では全く伸びず15着に沈んだ。その後、休養を挟み9月の飯豊特別と11月の神奈川新聞杯では共に2着となり、3歳シーズンを終えた。

### 4歳（2022年）
2月13日東京芝1600mの4歳上2勝クラスでは道中好位追走から直線で馬群を割って抜け出し3勝目を挙げる。しかし、その後は勝ち切れないレースが続きこの年は1勝のみに終わる。

### 5歳（2023年）
1月29日の節分ステークスから始動したが4着に敗退。続く豊橋ステークスでは好位追走から直線で脚を伸ばすと最後はメイショウホシアイ、ドロップオブライト、ブライトオンベイスとの競り合いを半馬身差制して4勝目を挙げ、オープン入りを果たす。5月13日の京王杯スプリングカップでは後方追走から直線で追い込んできたがレッドモンレーヴの4着に終わる。8月13日に行われた関屋記念では道中中団のインを追走し、最後の直線で鋭く脚を伸ばすと最後は先に抜け出したディヴィーナを差し切って重賞初制覇を果たした。10月28日に行われたスワンステークスでは1番人気に推され、レースでは中団から追い上げてくるも最後は伸びあぐねて7着に終わった。

### 6歳（2024年）
1月6日の京都金杯で始動し、中団追走から直線で外から追い込んできたが4着。続く2月4日の東京新聞杯では後方から末脚を繰り出したが7着と惨敗した。2月23日に所有するシルクホースクラブにより現役を引退することが発表され、翌2月24日付けでJRAの競走馬登録を抹消された。引退後はノーザンファームで繁殖牝馬となる。

## 競走成績
以下の内容は、JBISサーチおよびnetkeiba.comに基づく。
| 競走日     | 競馬場 | 競走名         | 格   | 距離（馬場）  | 頭 数 | 枠 番 | 馬 番 | オッズ （人気） | 着順 | タイム （上り3F） | 着差 | 騎手              | 斤量 [kg] | 1着馬（2着馬）         | 馬体重 [kg] |
| ---------- | ------ | -------------- | ---- | ------------- | ----- | ----- | ----- | --------------- | ---- | ----------------- | ---- | ----------------- | --------- | ---------------------- | ----------- |
| 2020.10.31 | 東京   | 2歳新馬        |      | 芝1400m（良） | 16    | 5     | 10    | 002.30（1人）   | 01着 | R1:22.7（33.8）   | -0.2 | 0C.ルメール       | 54        | （アルトヴォラーレ）   | 424         |
| 2021.02.06 | 東京   | 春菜賞         | 1勝  | 芝1400m（良） | 16    | 1     | 2     | 001.90（1人）   | 01着 | R1:22.1（33.3）   | -0.2 | 0C.ルメール       | 54        | （タイニーロマンス）   | 426         |
| 0000.04.10 | 中山   | NZT            | GII  | 芝1600m（良） | 16    | 2     | 3     | 003.10（1人）   | 15着 | R1:35.7（36.5）   | -2.6 | 0C.ルメール       | 54        | バスラットレオン       | 420         |
| 0000.09.05 | 新潟   | 飯豊特別       | 2勝  | 芝1200m（良） | 14    | 8     | 14    | 002.90（1人）   | 02着 | R1:09.8（34.2）   | -0.0 | 0戸崎圭太         | 53        | エムオーシャトル       | 442         |
| 0000.11.06 | 東京   | 神奈川新聞杯   | 2勝  | 芝1400m（良） | 18    | 5     | 9     | 001.80（1人）   | 02着 | R1:20.8（34.2）   | -0.0 | 0C.ルメール       | 54        | バルトリ               | 440         |
| 2022.02.13 | 東京   | 4歳上2勝クラス |      | 芝1600m（稍） | 16    | 2     | 3     | 002.60（1人）   | 01着 | R1:34.7（33.3）   | -0.1 | 0C.ルメール       | 55        | （イズンシーラブリー） | 450         |
| 0000.03.19 | 中京   | 豊橋S          | 3勝  | 芝1600m（稍） | 16    | 3     | 6     | 005.30（3人）   | 05着 | R1:34.7（35.2）   | -0.4 | 0C.ルメール       | 55        | ディヴィーナ           | 446         |
| 0000.05.22 | 東京   | フリーウェイS  | 3勝  | 芝1400m（良） | 17    | 3     | 5     | 005.00（2人）   | 08着 | R1:21.4（33.0）   | -0.5 | 0C.ルメール       | 55        | テンハッピーローズ     | 440         |
| 0000.09.18 | 中京   | 納屋橋S        | 3勝  | 芝1600m（良） | 13    | 5     | 7     | 013.60（4人）   | 03着 | R1:33.5（32.8）   | -0.1 | 0C.ルメール       | 55        | ママコチャ             | 442         |
| 0000.11.19 | 東京   | 秋色S          | 3勝  | 芝1600m（良） | 16    | 4     | 7     | 010.80（5人）   | 03着 | R1:32.0（33.3）   | -0.0 | 0C.ルメール       | 55        | ジャスティンスカイ     | 442         |
| 2023.01.29 | 東京   | 節分S          | 3勝  | 芝1600m（良） | 12    | 6     | 7     | 003.30（2人）   | 04着 | R1:33.9（33.3）   | -0.3 | 0C.ルメール       | 56        | レッドモンレーヴ       | 450         |
| 0000.03.18 | 中京   | 豊橋S          | 3勝  | 芝1600m（重） | 12    | 7     | 10    | 004.90（2人）   | 01着 | R1:37.2（34.6）   | -0.1 | 0菅原明良         | 56        | （メイショウホシアイ） | 450         |
| 0000.05.13 | 東京   | 京王杯SC       | GII  | 芝1400m（良） | 18    | 8     | 16    | 008.30（4人）   | 04着 | R1:20.5（32.5）   | -0.2 | 0C.ルメール       | 55        | レッドモンレーヴ       | 454         |
| 0000.08.13 | 新潟   | 関屋記念       | GIII | 芝1600m（良） | 17    | 1     | 2     | 005.70（2人）   | 01着 | R1:32.1（32.8）   | -0.1 | 0戸崎圭太         | 55        | （ディヴィーナ）       | 442         |
| 0000.10.28 | 京都   | スワンS        | GII  | 芝1400m（良） | 18    | 5     | 9     | 003.90（1人）   | 07着 | R1:20.4（34.3）   | -0.5 | 0川田将雅         | 55        | ウイングレイテスト     | 446         |
| 2024.01.06 | 京都   | 京都金杯       | GIII | 芝1600m（良） | 18    | 8     | 18    | 010.50（6人）   | 04着 | R1:34.1（35.6）   | -0.3 | 0A.ルメートル     | 56        | コレペティトール       | 448         |
| 0000.02.04 | 東京   | 東京新聞杯     | GIII | 芝1600m（良） | 16    | 8     | 16    | 020.90（5人）   | 07着 | R1:32.6（33.1）   | -0.5 | 0R.キングスコート | 56        | サクラトゥジュール     | 452         |

## 血統表
| アヴェラーレの血統        | アヴェラーレの血統                              | アヴェラーレの血統                              | （血統表の出典）                                | （血統表の出典） |
| 父系                      | ミスタープロスペクター系 （キングマンボ系）     | ミスタープロスペクター系 （キングマンボ系）     | ミスタープロスペクター系 （キングマンボ系）     | [ § 2 ]          |
| 父 ドゥラメンテ 2012 鹿毛 | 父の父キングカメハメハ 2001 鹿毛                | Kingmambo                                       | Mr. Prospector                                  | Mr. Prospector   |
| 父 ドゥラメンテ 2012 鹿毛 | 父の父キングカメハメハ 2001 鹿毛                | Kingmambo                                       | Miesque                                         |                  |
| 父 ドゥラメンテ 2012 鹿毛 | 父の父キングカメハメハ 2001 鹿毛                | マンファス                                      | ラストタイクーン                                | ラストタイクーン |
| 父 ドゥラメンテ 2012 鹿毛 | 父の父キングカメハメハ 2001 鹿毛                | マンファス                                      | Pilot Bird                                      |                  |
| 父 ドゥラメンテ 2012 鹿毛 | 父の母アドマイヤグルーヴ 2000 鹿毛              | サンデーサイレンス                              | Halo                                            | Halo             |
| 父 ドゥラメンテ 2012 鹿毛 | 父の母アドマイヤグルーヴ 2000 鹿毛              | サンデーサイレンス                              | Wishing Well                                    |                  |
| 父 ドゥラメンテ 2012 鹿毛 | 父の母アドマイヤグルーヴ 2000 鹿毛              | エアグルーヴ                                    | トニービン                                      | トニービン       |
| 父 ドゥラメンテ 2012 鹿毛 | 父の母アドマイヤグルーヴ 2000 鹿毛              | エアグルーヴ                                    | ダイナカール                                    |                  |
| 母 アルビアーノ 2012 鹿毛 | 母の父Harlan's Holiday 1999 鹿毛                | Harlan                                          | Storm Cat                                       | Storm Cat        |
| 母 アルビアーノ 2012 鹿毛 | 母の父Harlan's Holiday 1999 鹿毛                | Harlan                                          | Country Romance                                 |                  |
| 母 アルビアーノ 2012 鹿毛 | 母の父Harlan's Holiday 1999 鹿毛                | Christmas in Aiken                              | Affirmed                                        | Affirmed         |
| 母 アルビアーノ 2012 鹿毛 | 母の父Harlan's Holiday 1999 鹿毛                | Christmas in Aiken                              | Won't Tell You                                  |                  |
| 母 アルビアーノ 2012 鹿毛 | 母の母Antics 1998 鹿毛                          | Unbridled                                       | Fappiano                                        | Fappiano         |
| 母 アルビアーノ 2012 鹿毛 | 母の母Antics 1998 鹿毛                          | Unbridled                                       | Gana Facil                                      |                  |
| 母 アルビアーノ 2012 鹿毛 | 母の母Antics 1998 鹿毛                          | Aurora                                          | Danzig                                          | Danzig           |
| 母 アルビアーノ 2012 鹿毛 | 母の母Antics 1998 鹿毛                          | Aurora                                          | Althea                                          |                  |
| 母系(F-No.)               | (FN:A4)                                         | (FN:A4)                                         | (FN:A4)                                         | [ § 3 ]          |
| 5代内の近親交配           | Halo 4 × 5 = 9.38% Mr. Prospector 4 × 5 = 9.38% | Halo 4 × 5 = 9.38% Mr. Prospector 4 × 5 = 9.38% | Halo 4 × 5 = 9.38% Mr. Prospector 4 × 5 = 9.38% | [ § 4 ]          |
| 出典                      | 1. 2. 3. 4.                                     | 1. 2. 3. 4.                                     | 1. 2. 3. 4.                                     | 1. 2. 3. 4.      |

- 母アルビアーノは2015年フラワーカップ、スワンステークスの勝ち馬である。
- 3代母Auroraの全妹に1994年阪神3歳牝馬ステークス勝ち馬のヤマニンパラダイスがいる。そのほかの近親はコートリーディー#主なファミリーラインを参照。